# Cartoonfestival Knokke-Heist
Het Cartoonfestival Knokke-Heist is een jaarlijks, internationaal festival te Knokke-Heist waarbij bezoekers de cartoons van over de hele wereld kunnen aanschouwen. Tijdens het festival worden ook diverse prijzen uitgereikt waarvan de Gouden Hoed de belangrijkste is. Verder worden er ook een Zilveren Hoed en een Bronzen Hoed uitgereikt. Het is het oudste cartoonfestival.

## Geschiedenis
Het eerste festival werd in 1962 georganiseerd met als thema de toerist. Een 25 Belgische cartoonisten werden aangesproken. Onder hen de striptekenaars Bob de Moor en Marc Sleen. Andere deelnemers waren onder andere Cram, dani, Gal, GoT,hugOKE, Pil en Ploeg. Het eerste festival werd bezocht door 17.136 bezoekers. In de eerste jury namen Jos Ghysen, Gaston Durnez, Rik Sabbick en Luc Verstraete plaats.

## Prijzen 2025
Thema: Genoeg gelachen?
Nominees bekend.

## Prijzen 2024
Thema: Choose Life
- Gouden Hoed: Ernst (Oostenrijk)
- Zilveren Hoed: Jona Jamart (België)
- Bronzen Hoed: Oleksiy Kustovsky (Oekraïne)

## Prijzen 2023
Thema: Echt?
- Gouden Hoed: Doede Okkema (Nederland)
- Zilveren Hoed: Ghislain Vermote (België)
- Bronzen Hoed: Ludo Goderis (België)
- De prijs van het Davidsfonds: Ludo Goderis (België)

## Prijzen 2022
- Gouden Hoed: Evandro Alves (Brazilië)
- Zilveren Hoed: ‘Fhoomp!’ (België)
- Bronzen Hoed: Ba Bilig (China)
- De prijs van het Davidsfonds: Stefaan Provijn (België)

## Prijzen 2021
- Gouden Hoed: Javad Takjoo (Iran)
- Zilveren Hoed: Philipp Sturm (Duitsland)
- Bronzen Hoed: Engin Selçuk (Turkije)
- De prijs van het Davidsfonds: ‘Fhoomp!’ (België)

## Prijzen 2020
- Gouden Hoed: Doede Okkema (Nederland)
- Zilveren Hoed: Hamid Ghalijari (Iran)
- Bronzen Hoed: Luis Demetrio Calvo Solis (Costa Rica)
- De prijs van het Davidsfonds: Luc Vernimmen (België)

## Prijzen 2019
- Gouden Hoed: ‘Nirgen’ (Israël)
- Zilveren Hoed: Dimitrios Georgopalis (Griekenland)
- Bronzen Hoed: Agim Sulaj (Italië)
- De prijs van het Davidsfonds: Alfons Vos (België)

## Prijzen 2018
- Gouden Hoed: Saeed Sadeghi (Iran)
- Zilveren Hoed: Vasco Cargalo (Portugal)
- Bronzen Hoed: Ivailo Tsvetkov (Bulgarije)
- De prijs van het Davidsfonds: ‘Fhoomp!’ (België)

## Prijzen 2017
- Gouden Hoed: Xavier Bonilla (Ecuador)
- Zilveren Hoed: Zbigniew Wowniak (Polen)
- Bronzen Hoed: Alexandrov Vasiliy (Rusland)
- De prijs van het Davidfonds: Luc Descheemaeker (België)

## Prijzen 2016
- Gouden Hoed: Dalcio Machado (Brazilië)
- Zilveren Hoed: Engin Selçuk (Turkije)
- Bronzen Hoed: Slawomir Makal (Polen)

## Prijzen 2015
- Gouden Hoed: Vladimir Stankovski (Servië)
- Zilveren Hoed: Klaus Pitter (Oostenrijk)
- Bronzen Hoed: Mark Lynch  (Australië)
- De prijs van het Davidfonds: Alfons Vos (België)

## Prijzen 2014
- Gouden Hoed: Dieter Bevers (België)
- Zilveren Hoed: Kiliçaslan Musa (Turkije)
- Bronzen Hoed: Katz Grigori (Israël)

Aanvankelijk won de Iraniër Mohammadreza Babaei de Zilveren Hoed, maar hij werd gediskwalificeerd nadat ontdekt werd dat hij plagiaat had gepleegd. De cartoon die hij had ingezonden was een bewerking van een ontwerp van de Amerikaanse grafisch ontwerper Milton Graser, dat hij in omgekeerde volgorde had geplaatst.

## Prijzen 2013
- Gouden Hoed: Spiro Radulovic (Servië)
- Zilveren Hoed: Nikola Hendrickx (België)
- Bronzen Hoed: Victor Crudu (Moldavië)

## Prijzen 2012
- Gouden Hoed: Krzysztof Konopelski (Polen)
- Zilveren Hoed: Ahmet Aykanat (Turkije)
- Bronzen Hoed: Markus Grolik (Duitsland)
- Davidsfonds Cartoonprijs: Jo Van Damme (België)
- Prijs van het Publiek: Virgil Militaru (Roemenië)

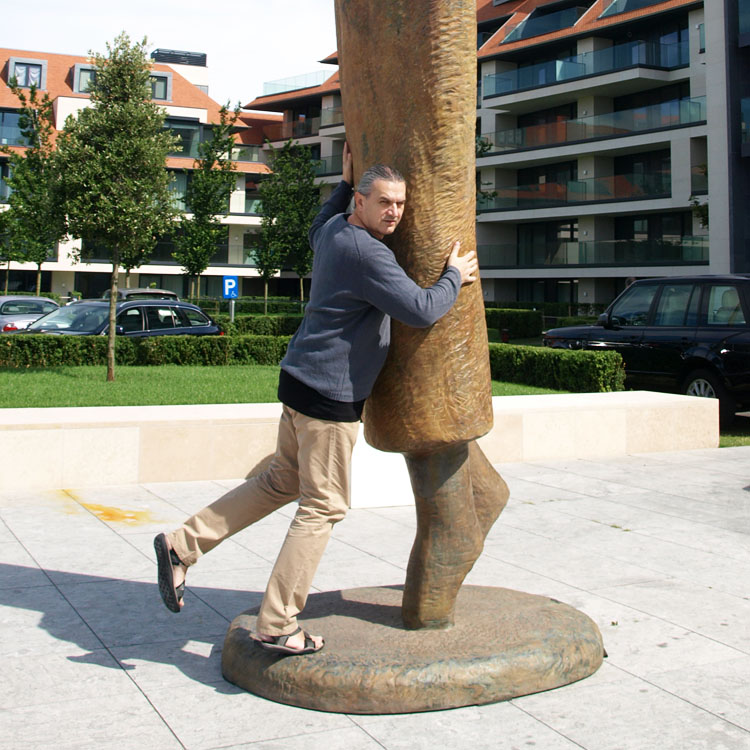
Krzysztof Konopelski, winnaar van de Gouden Hoed in 2012.

## Prijzen 2011
- Gouden Hoed: Pol Leurs (Luxemburg)
- Zilveren Hoed: Stefaan Provijn (België)
- Bronzen Hoed: Mohamad Ali Khoshman (Iran)
- Knack Award: Vladimir Stankouski (Servië)
- Prijs van het Publiek: Felipe Galindo (Verenigde Staten)
- Davidsfonds Cartoonprijs: Herman Danneels (België)

## Prijzen 2010
- Gouden Hoed: Ludo Goderis (België)
- Zilveren Hoed: Pawel Kuczynsk (Polen)
- Bronzen Hoed: Constantin Sunnerberg (België)
- Knack Award: Ren Jian (Cuba)
- Prijs van het Publiek: Pedro Mendez suarez (Cuba)
- Davidsfonds Cartoonprijs: Luc Vernimmen (België)

## Prijzen 2009
- Gouden Hoed: Musa Gümüs (Turkije)
- Zilveren Hoed: Ludo Goderis (België)
- Bronzen Hoed: Allessandro Gatto (Italië)
- Knack Award: Michael Kountouris (Griekenland)
- Prijs van het Publiek: Pedro Mendez Suarez (Cuba)
- Davidsfonds Cartoonprijs: Luc Vermeersch (België)

## Prijzen 2008
- Gouden Hoed: Pawel Kuczynski (Polen)
- Zilveren Hoed: Moacrir Gutteres (Brazilië)
- Bronzen Hoed: Pol Leurs (Luxemburg)
- Knack Award: Masafumi Kikuchi (Japan)
- Prijs van het Publiek: Jean Uytterelst (België)
- Davidsfonds Cartoonprijs: Kenny Zoutendijk (België)

## Prijzen 2007
- Gouden Hoed: Alessandro Gatto (Italië)
- Zilveren Hoed: Ari Plikat (Duitsland)
- Bronzen Hoed: Yuriy Kosobukin (Oekraïne)
- Knack Award: Igor Kiyko (Kazachstan)
- Prijs van het Publiek: Stefaan Provijn (België)
- Davidsfonds Cartoonprijs: Dieter Bevers (België)

## Prijzen 2006
- Gouden Hoed: Yuri Ochakovsky (Israël)
- Zilveren Hoed: Khodayar Naroei (Iran)
- Bronzen Hoed: Pol Leurs (Luxemburg)
- Knack Award: Michael Permyakov (Rusland)
- Prijs van het Publiek: Toon Beuckels (België)
- Davidsfonds Cartoonprijs: Ludo Goderis (België)

## Prijzen 2005
- Gouden Hoed: Ciosu Constantin (Roemenië)
- Zilveren Hoed: Dieter Bevers (België)
- Bronzen Hoed: Hermann Poppe (België)
- Knack Award: Pawel Kuczynski (Polen)
- Prijs van het Publiek: Virgil Militaru (Roemenië)
- Davidsfonds Cartoonprijs: Luc Vermeersch (België)

## Prijzen 2004
- Gouden Hoed: Yuri Ochakovsky (Israël/Rusland)
- Zilveren Hoed: Janusz Stefaniak (Polen)
- Bronzen Hoed: Yevgeniy Samoylov (Oekraïne)
- Prijs van het Publiek: Ludo Goderis (België)
- Knack Award: Osmani Simanca (Brazilië)
- Davidsfondsprijs voor jong talent: Sven De Bock (België)

## Prijzen 2003
- Gouden Hoed: Michael Kontouris (Griekenland)
- Zilveren Hoed: Ross Thomson (Verenigd Koninkrijk)
- Bronzen Hoed: Domenico Sicolo (Italië)
- Knack Award: Constantin Ciosu (Roemenië)
- Prijs van het Publiek: Liviu Stanilla (Roemenië)

## Juryleden
- 2012: Geert Hoste, Fleur Van Groningen, Jonas Geirnaert, Sam De Graeve, Inge Heremans, Urbanus, Katrien De Vreese
- 2011: Frank JMA Castelyns, Kurt Valkeneers, Steven Degryse, Steve Michiels, Luc Janssen, Katrien De Vreese, Guido Packolet
- 2010: Rudy Gheysens, Katrien De Vreese, Steven Degryse, Guido Packolet, Pieter De Poortere, Bart Stolle
- 2009: Karl Meersman, Kim Duchateau, Steven Degryse, Katrien De Vreese, Rudy Gheysens
- 2008: Bob Vincke, Ludo Goderis, Kurt Defrancq, Katrien De Vreese, Dieter Bevers
- 2007: Marec, Kim, Peter Nieuwendijk, Bob Vincke, Hein De Meyere, Katrien De Vreese
- 2006: Guido Depraetere, Karl Meersman, Lies Maertens, Quirit, Ilah, Katrien De Vreese
- 2005: Guido Depraetere, Jeroom, Canary Pete, Steve, Marec
- 2004: Guido Depreatere, Inge Heremans, Bart Schoofs, Karl Meersman, Carry Goossens, Peter Frison
- 2003: Guido Depraetere, Peter Van Straaten, Stefan Verwey, Dirk Denoyelle, Kim Duchateau, Zaza

## Referentie
1. ↑  CARTOONFESTIVAL KNOKKE-HEIST | Knokke Heist. web.archive.org (6 maart 2024). Gearchiveerd op 6 maart 2024. Geraadpleegd op 6 maart 2024.
2. ↑  André Desmidt, Geschiedenis Cartoonale, 50 jaar Cartoonfestival, (2012)
3. ↑  Cartoonfestival Knokke-Heist. cultuur.knokke-heist.be. Geraadpleegd op 17 juni 2025.
4. ↑  NWS, VRT, "Echt?": Cartoonfestival Knokke-Heist opent de deuren. vrtnws.be (8 juli 2023). Geraadpleegd op 6 maart 2024.
5. ↑  NWS, VRT, Iraanse laureaat cartoonfestival gediskwalificeerd na plagiaat | VRT NWS: nieuws. VRTNWS (10 april 2014). Geraadpleegd op 17 juni 2025.